# Струнный квартет № 3 (Шостакович)
Струнный квартет № 3 Фа мажор, соч. 73 квартет Дмитрия Шостаковича, написанный в 1946 году.
Третий квартет — одно из самых драматичных произведений, когда-либо написанных в этом жанре. 
Пятичастный цикл квартета напоминает о военных симфониях композитора — Восьмой и Девятой — не только структурой, но и идеями.

## Исполнение квартета
Премьера состоялась в Москве 16 декабря 1946 года. 
Исполняли музыканты квартета имени Бетховена, музыкантам которого посвящён квартет.

## Строение квартета
Квартет состоит из пяти частей:
- 1. Allegretto
- 2. Moderato con moto
- 3. Allegro non troppo
- 4. Adagio
- 5. Moderato